# Cufico

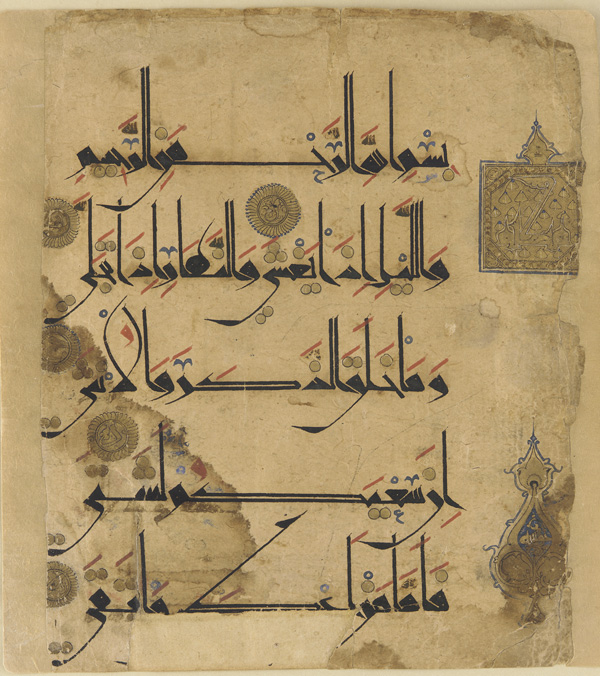
Foglio di un Corano, vergato in calligrafia kufica dell'XI secolo

Il cufico è uno stile della calligrafia araba, che prende il nome della città irachena di Kūfa dove, secondo la tradizione, sarebbe avvenuta la più antica elaborazione della scrittura araba (che invece sembra sia da riferire all'area higiazena).

## Caratteristiche

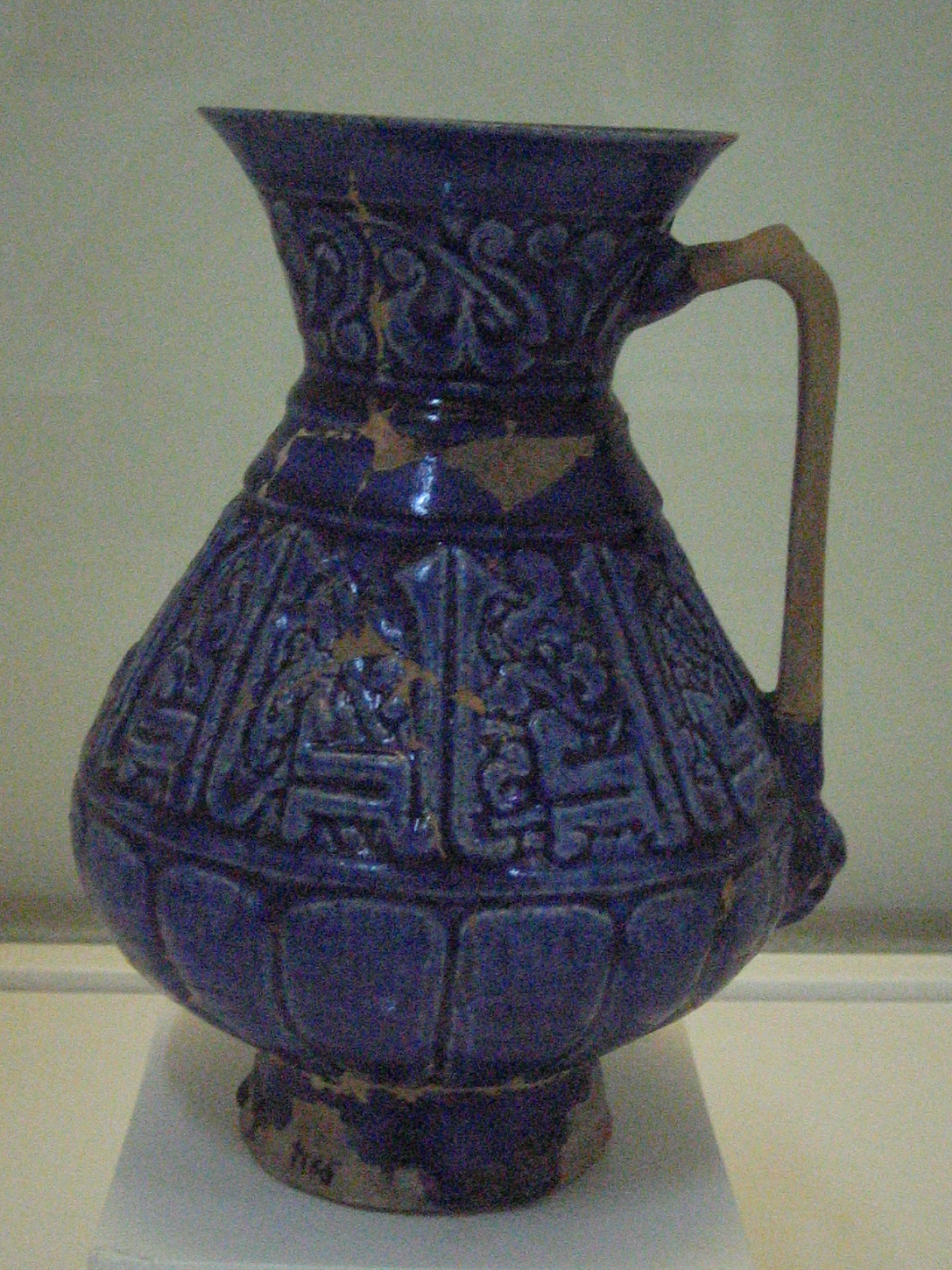
Brocca ornata con una scritta in caratteri cufici, proveniente da Sāveh, XIII-XIV secolo (Museo nazionale, Teheran, Iran).

I più antichi ritrovamenti di scritti arabi dimostrerebbero infatti che fu in questa regione della Penisola araba che fu elaborata tale calligrafia, anche se nella maggioranza dei casi, si è tuttora inclini a parlare di stile "cufico quadrato" e di stile "cufico fiorito" quando ci si trovi di fronte a reperti epigrafici e a motivi ornamentali che si rifanno alla scrittura araba monumentale, vista la tendenza aniconica dell'arte musulmana che tende a privilegiare il ricorso a motivi fitoformi, zooformi o, appunto, a esempi calligrafici, anziché riprodurre le fattezze umane (con le numerosissime eccezioni costituite però dalla miniatura araba, persiana, turca e centrasiatica, dove tutto ciò invece non avviene tanto frequentemente).

## Arte
Numerose scritte in cufico sono presenti in palazzi arabi e in moschee fuori d'Europa e in Europa ne ritroviamo nell'Alhambra di Granada. In Italia il soffitto della Cappella Palatina (Palermo), decorato a muqarnas, ha scritte in cufico, così come anche il castello della Zisa, nell'omonimo quartiere a Palermo. A Venezia nella Basilica di San Pietro di Castello la Cattedra di San Pietro presenta una   scritta in questo stile calligrafico arabo.